# Premi BAFTA 1956
I premi della 9ª edizione dei British Academy Film Awards furono conferiti nel 1956 dalla British Academy of Film and Television Arts alle migliori produzioni cinematografiche del 1955.

## Vincitori e candidati

### Miglior film internazionale (Best Film from any Source)
- Riccardo III (Richard III), regia di Laurence Olivier
- Carmen Jones, regia di Otto Preminger
- Giorno maledetto (Bad Day at Black Rock), regia di John Sturges
- La giungla degli implacabili (The Colditz Story), regia di Guy Hamilton
- I guastatori delle dighe (The Dam Busters), regia di Michael Anderson
- Marty, vita di un timido (Marty), regia di Delbert Mann
- Il prigioniero (The Prisoner), regia di Peter Glenville
- La scogliera della morte (The Night My Number Came Up), regia di Leslie Norman
- I sette samurai (Shichinin no samurai), regia di Akira Kurosawa
- La signora omicidi (The Ladykillers), regia di Alexander Mackendrick
- Simba, regia di Brian Desmond Hurst
- La strada, regia di Federico Fellini
- Tempo d'estate (Summertime), regia di David Lean
- La valle dell'Eden (East of Eden), regia di Elia Kazan

### Miglior film britannico (Best British Film)
- Riccardo III (Richard III)
- La giungla degli implacabili (The Colditz Story)
- I guastatori delle dighe (The Dam Busters)
- Il prigioniero (The Prisoner)
- La scogliera della morte (The Night My Number Came Up)
- La signora omicidi (The Ladykillers)
- Simba

### Miglior attore britannico (Best British Actor)
- Laurence Olivier – Riccardo III (Richard III)
- Alfie Bass – The Bespoke Overcoat
- Alec Guinness – Il prigioniero (The Prisoner)
- Jack Hawkins – Il prigioniero (The Prisoner)
- Kenneth More – Profondo come il mare (The Deep Blue Sea)
- Michael Redgrave – La scogliera della morte (The Night My Number Came Up)

### Migliore attrice britannica (Best British Actress)
- Katie Johnson – La signora omicidi (The Ladykillers)
- Margaret Johnson – Occhio alle donne (Touch and Go)
- Deborah Kerr – La fine dell'avventura (The End of the Affair)
- Margaret Lockwood – La poltrona vuota (Cast a Dark Shadow)

### Miglior attore straniero (Best Foreign Actor)
- Ernest Borgnine – Marty, vita di un timido (Marty)
- James Dean – La valle dell'Eden (East of Eden)
- Jack Lemmon – La nave matta di Mister Roberts (Mister Roberts)
- Toshirō Mifune – I sette samurai (Shichinin no samurai)
- Takashi Shimura – I sette samurai (Shichinin no samurai)
- Frank Sinatra – Nessuna resta solo (Not as a Stranger)

### Migliore attrice straniera (Best Foreign Actress)
- Betsy Blair – Marty, vita di un timido (Marty)
- Dorothy Dandridge – Carmen Jones
- Judy Garland – È nata una stella (A Star Is Born)
- Julie Harris – La donna è un male necessario (I Am a Camera)
- Katharine Hepburn – Tempo d'estate (Summertime)
- Grace Kelly – La ragazza di campagna (The Country Girl)
- Giulietta Masina – La strada
- Marilyn Monroe – Quando la moglie è in vacanza (The Seven Year Itch)

### Migliore attore o attrice debuttante (Most Promising Newcomer to Film)
- Paul Scofield – La principessa di Mendoza (That Lady)
- Jo Van Fleet – La valle dell'Eden (East of Eden)

### Migliore sceneggiatura per un film britannico (Best British Screenplay)
- William Rose – La signora omicidi (The Ladykillers)
- Bridget Boland – Il prigioniero (The Prisoner)
- Jack Davies, Nicholas Phipps – Un dottore in altomare (Doctor at Sea)
- Sidney Gilliat, Val Valentine – Sette mogli per un marito (The Constant Husband)
- Terence Rattigan – Profondo come il mare (The Deep Blue Sea)
- William Rose – Occhio alle donne (Touch and Go)
- Robert Cedric Sherriff – I guastatori delle dighe (The Dam Busters)
- Robert Cedric Sherriff – La scogliera della morte (The Night My Number Came Up)

### Miglior documentario (Best Documentary Film)
- La grande prateria (The Vanishing Prairie), regia di James Algar
- Gold, regia di Colin Low
- Miner's Window
- Strijd zonder einde, regia di Bert Haanstra

### Premio UN (UN Award)
- I bambini di Hiroshima (Gembaku no ko), regia di Kaneto Shindō
- Delitto blu (Escapade), regia di Philip Leacock
- Giorno maledetto (Bad Day at Black Rock)
- Simba